# Rudolf Voderholzer
Rudolf Voderholzer (Monaco di Baviera, 9 ottobre 1959) è un vescovo cattolico tedesco.

## Biografia
Monsignor Rudolf Voderholzer è nato a Monaco di Baviera nel 1959.
Ha studiato presso l'Università Ludwig Maximilian, dove ha ottenuto un master of arts nel 1985 ed un diploma in teologia, l'anno successivo.
Il 17 giugno 1987 è stato ordinato presbitero dal cardinale Friedrich Wetter, incardinandosi nell'arcidiocesi di Monaco e Frisinga.
È stato Capellano a Traunreut, Haar e Zorneding fino al 1991. Ha poi proseguito gli studi presso la Facoltà Teologica dell’Università di Monaco, diventando assistente di Gerhard Ludwig Müller presso la cattedra di Teologia dogmatica.
Nel 1997 ha ottenuto il dottorato e nel 2004 l’abilitazione in Teologia.

### Ministero episcopale
Il 6 dicembre 2012 papa Benedetto XVI lo nomina vescovo di Ratisbona; viene consacrato il 26 gennaio 2013 dal cardinale Reinhard Marx, arcivescovo metropolita di Monaco e Frisinga, coconsacranti l'arcivescovo (poi cardinale) Gerhard Ludwig Müller, prefetto della Congregazione per la dottrina della fede e suo predecessore a Ratisbona, e František Radkovský, vescovo di Plzeň.

## Opere
- Die Einheit der Schrift und ihr geistiger Sinn, Johannes Freiburg 1998, 3-89411-344-8
- Henri de Lubac begegnen, Sankt-Ulrich-Verlag Augsburg 1999, ISBN 3-929246-44-9
- Fundamentaltheologie, Ökumenische Theologie, 2001, ISBN 3-89710-186-6
- Die göttliche Offenbarung: Kommentar zum Vorwort und zum ersten Kapitel der dogmatischen Konstitution „Dei verbum“ des Zweiten Vatikanischen Konzils, Johannes Freiburg 2001, ISBN 3-89411-369-3 (Von Henri de Lubac; aus dem Französischen übertragen)
- Hermeneutik : Von der Schrift bis Schleiermacher (Handbuch der Dogmengeschichte), Herder Freiburg 2003, ISBN 3-451-00701-0
- Incontro con Henri de Lubac, Eupress 2004, ISBN 88-88446-21-4 (italienisch)
- (Zusammen mit Ernst Kögler) Er führte mich hinaus ins Weite. Pater Victricius Berndt OFMCap (1915–2003). Lebensbild eines sudetendeutschen Priesters. Aufzeichnungen. Predigten. Erinnerungen (= Für Kirche und Volksgruppe. Kleine Reihe des Sudetendeutschen Priesterwerkes, Band 11), Reimlingen 2006.
- Christian Schaller, Michael Schulz, Rudolf Voderholzer (Hersg.): Mittler und Befreier: Die christologische Dimension der Theologie, Herder Freiburg 2008, ISBN 3-451-29804-X (Festschrift für Gerhard Ludwig Müller)
- Meet Henri de Lubac, his life and work, Ignatius Press San Francisco 2008, ISBN 978-1-58617-128-5 (Übersetzung Michael J. Miller)

## Genealogia episcopale e successione apostolica
La genealogia episcopale è:
- Cardinale Scipione Rebiba
- Cardinale Giulio Antonio Santori
- Cardinale Girolamo Bernerio, O.P.
- Arcivescovo Galeazzo Sanvitale
- Cardinale Ludovico Ludovisi
- Cardinale Luigi Caetani
- Cardinale Ulderico Carpegna
- Cardinale Paluzzo Paluzzi Altieri degli Albertoni
- Papa Benedetto XIII
- Papa Benedetto XIV
- Papa Clemente XIII
- Cardinale Marcantonio Colonna
- Cardinale Giacinto Sigismondo Gerdil, B.
- Cardinale Giulio Maria della Somaglia
- Cardinale Carlo Odescalchi, S.I.
- Vescovo Eugène de Mazenod, O.M.I.
- Cardinale Joseph Hippolyte Guibert, O.M.I.
- Cardinale François-Marie-Benjamin Richard
- Cardinale Pietro Gasparri
- Arcivescovo Cesare Orsenigo
- Cardinale Lorenz Jäger
- Cardinale Johannes Joachim Degenhardt
- Cardinale Reinhard Marx
- Vescovo Rudolf Voderholzer

La successione apostolica è:
- Vescovo Josef Graf (2015)